# 马比诺吉昂

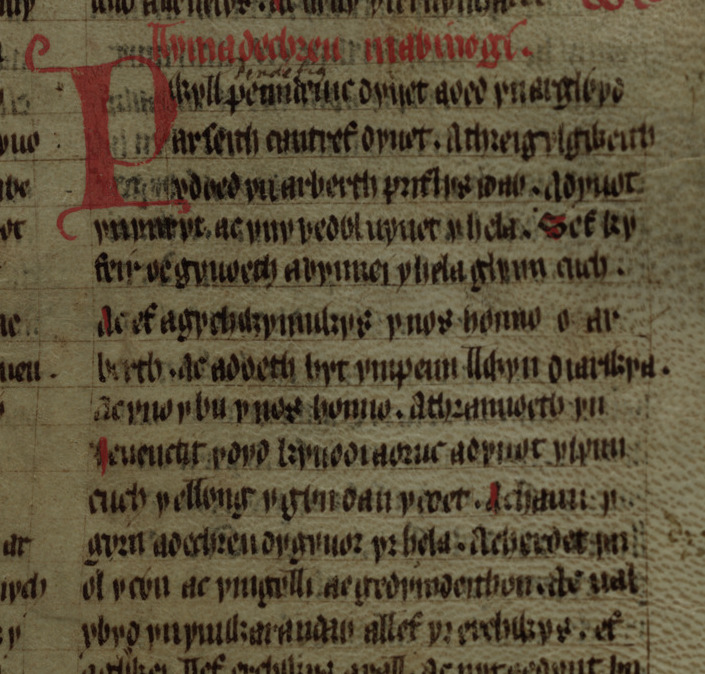
马比诺吉昂

《马比诺吉昂》（英語：Mabinogion）是一個來自中世纪威尔士手槁的散文集。這些故事有些是奠基於中世纪早期的歷史事件，但或許可回溯到更古老的鐵器時代的傳說。

## 名字
《馬比諾吉昂》包括十一篇中古世紀威尔士的散文故事集，然而它的名字 "Mabinogion" 卻來自第一位英文譯者的誤解。現指的《馬比諾吉昂》其中包含四篇最具神話性的故事，被稱為《馬比諾吉昂的四個分支》（"The Four Branches" (of the Mabinogi)），而此四篇分支故事的最後都會有一段結束詞：「就這樣結束了馬比諾吉的這段分支故事」"Ac y uelly teruyna y geing hon yma Mabinogi"，由此第一位將此散文集全數翻譯成英文的譯者夏洛特·格斯特女勋爵（Lady Charlotte Guest）更將另一處地方出現的威爾斯語 mabynogyon 視為 mabinogi 的複數，並以之為此故事集共十一部故事的總稱 "Mabinogion"「馬比諾吉昂」。然而實際上 mabinogi 應只單純指《馬比諾吉昂的四個分支》而已，但 "Mabinogion" 這名稱仍因此沿用至今，並被視為整部故事集的代稱。 
對於 mabinogi 一詞的來源眾說紛紜。一般認為 mabinogi 應派生自威爾斯語的 mab「男孩、兒子」，由此衍伸出 mabon 或 meibon「年輕男孩」，而 mabinogi 即為「男孩的故事」，而凱爾特語言與文化專家 艾里克·P·汉普教授則認為 mabinogi 一詞乃與一位凱爾特神祇的名字“馬波諾斯”（"Maponos"，此字與威爾斯語的 mab「兒子」、高盧語的 mapos「年輕男孩」和古愛爾蘭文的 macc「兒子」同源於原始印歐語的 *makwos）有關；另一方面，也有人認為 mabinogi 乃派生自 mabinog，意思是「追求吟遊詩人的榮耀」。

## 時代
《马比诺吉昂》（Mabinogion）的故事出現在兩份中世纪的威尔士手稿中，分別為：寫於大約1350年的《莱德西白书》（威尔士文：Llyfr Gwyn Rhydderch），和寫於寫於大約1382年—1410年的《赫格斯特红书》（威尔士文：Llyfr Coch Hergest）。虽然這些故事的一些部份保存於一些13世紀早期的手稿，但是學者們同意這些故事本身比現存的手稿還要古老，却對於它有多古老仍眾說紛紜。依據語言學和歷史的論點，Ifor Williams爵士所認定的年代早於1100年，但之後Saunders Lewis的論點所向前確定的年代數字是為1170到1190年之間；T.M. Charles-Edwards在一封寄給Honourable Society of Cymmrodorion的信中，討論了兩者觀點的優缺點，並且批判持兩造觀點的學者，他注意到了這些故事所用的語言最契合於1000年至1100年的這段期間，虽然還有更多必須的研究工作要做。
《马比诺吉昂》的年代很重要，若可表明它的寫作年代早於蒙茅斯的杰弗里的《不列颠诸王史》，那么這些故事的價值就在於可做為加強威尔士文化早期民間傳說存在的證據。

## 故事

### 马比诺吉昂的四个分支
包含於《马比诺吉昂》故事裡面最具神話性的故事集被題為“《马比诺吉昂的四个分支》（The Four Branches of the Mabinogi）”

#### 戴伏德之子皮威尔
第一個分枝，戴伏德之子皮威尔（Pwyll, Prince of Dyfed），說明戴伏德（Dyfed）王子皮威尔（Pwyll）和安雯（Annwn，地下世界)的統治者Arawn在一年的時間内交换領土，擊敗Arawn的敵人Hafgan，並且在他回程的路上遇見一個擁有一匹別人追不上的馬的少女Rhiannon。在Gwawl的犧牲中，他設法贏得她的鼓掌。Gwawl是Rhiannon的未婚夫，並且她為Gwawl生了一個小孩(這裡說的Gwawl應該是指Pwyll, 因為在下文都是描述Pryderi是Pwyll之子,而且在第3段(Llyr的兒子Manawyddan)的內容應該也是提到Pwyll&Grawl&Rhiannon之間的繁複關係)，但這個小孩在他出生後即快速消失，Rhiannon被指控殺了他的小孩，並且被強迫將客人揹在她背上以做為處罰，這個小孩被一隻怪獸帶走，並且被Teyrnon夫婦所救，這對夫婦將他帶大並視如己出，並根據他的金色頭髮而將他取名為Gwri，直到他和Pwyll的相似之處變得明顯。他們將他還給他的親生父母，Rhiannon因此被從她的處罰中解放，並且給這小孩重新命名為Pryderi（意为挂念）.

#### Llyr的女兒Branwen
在第二個分枝裡，英格蘭王Bendigeidfran (aka Bran the Blessed)的姐姐Branwen正要和愛爾蘭王Matholwch結為連理。Branwen同父異母的弟弟Efnisien藉由弄伤Matholwch的馬匹來羞辱他，但是Bendigeidfran給了他新的馬和財寶作为补偿，其中包括了一個能讓人起死回生的鍋(可能即为爱尔兰神话中永远不会空的锅“dagda”)。Matholwch和Branwen育有一子，叫做Gwern，并得到了爱尔兰王位的继承权，但由于爱尔兰的人民遭到了Efnisien像在婚宴上那般行径的困扰，Branwen遭到了处罚，在宫廷的厨房中做苦工，并遭到了屠夫的殴打。Branwen訓練了一隻会说话的八哥來傳訊給她的弟弟Bendigeidfran，使他和Matholwch打仗。他的船穿越了愛爾蘭海，他巨大的身体更在两个岛中间形成了一座桥，使部队登上了爱尔兰。愛爾蘭提議和解，並为Benedigeidfran建造了一座足以取悦他的房屋，他們在裡面吊了數百個大袋子，Efnisien以为这里面装的是面粉，當得知裡面實際上藏了戰士時。Efnisien藉由擠壓袋子殺了那些戰士。之後，在宴會上, Efnisien将Gwern掷於火中，于是和谈失败，战争继续。看到愛爾蘭人用那個鍋子來復活他們的死人，Efnisien躲在屍體後面並且毀了那個鍋子，然而这一行动使他犧牲了生命。只有七個威爾斯人從戰鬥中活了下來，其中包含了Pryderi, Manawyddan和Bendigeidfran，Bendigeidfran遭到了一支毒箭的致命一击。Bendigeidfran要求他的同伴將他的頭切下並且帶回不列顛，他的头在回程中一直能够进食和说话，这被认为反映了威尔士人对头中的灵魂于死后不灭的信仰。Branwen死於回家時因自己带来的破坏的自责和悲痛。爱尔兰只有五個懷孕的女人存活下來，並藉著他們的小孩來回復愛爾蘭的人口。

#### Llyr的兒子Manawyddan
Pryderi和Manawyddan回到了戴伏德, 在那裡Pryderi和Cigfa結婚並且Manawyddan和Rhiannon結婚。
然而一團霧氣降在了那塊土地上，使得整個地區變得空蕩且荒涼。這四人為了彼此協助，他們先打獵，然後他們去英格蘭，在那裡，他們讓一個活著的人製造當地工匠無法製造的馬鞍、盾牌和鞋子，然後帶著他們從一個城鎮到另一個城鎮最後他們回到了戴伏德並且又當起了獵人。在打獵時，一隻白色的野豬領導他們到了一個詭異的堡壘。Pryderi不聽從Manawyddan的勸戒而進了去，但是並未回來，Rhiannon進行調查並且發現他緊握不放一個碗，並且不能說話，這個不幸的命運亦降臨於她，然後這個城堡消失了。Manawyddan和Cigfa以鞋匠的身份回到英格蘭，但是再次地，當地人將他們趕出去而他們回到Dyfed。他們種植了三塊田的小麥但是在第一塊可以收成之前它就被毀了。第二天第二塊田被毀了。Manawyddan保持對第三塊田的監視然後當他看見了它被老鼠毀的時候他抓住了他們的領袖並決定家牠吊死。一個學者，一個祭司和一個主教將會依次給他禮物若他赦免那隻老鼠，但他拒絕了。當問到他他要什麼以使這隻老鼠能被規還，他要求釋放Pryderi和Rhiannon以及使那股籠罩著戴伏德的魔法力量消失。主教同意了，因為那隻老鼠實際上是他的老婆。主教他展開了對戴伏德的魔法戰爭，因為他是Gwawl的好友，Gwawl就是Pryderi的爸爸Pwyll羞辱的那個人。

#### Mathonwy的兒子Math
正當Pryderi統治南威爾斯的戴伏德時，北威爾斯Gwynedd正被Mathonwy之子Math統治。他必須由處女來支持，除了當他在打仗時。Math的外甥Gilfaethwy正和Goewin─MATH目前的立足者─談戀愛，然後Gilfaethwy的兄弟的Gwydion戲弄Math，使得Math和Pryderi發生戰爭，因此Gilfaethwy得以接近她。在一場格鬥中Gwydion殺害Pryderi，並且Gilfaethwy強姦了Goewin. Math和Goewin結婚以保護她不受屈辱，並且放逐Gwydion和Gilfaethwy，把他們變成一對breeding的鹿，然後豬，然後狼。三年後他們變回人類並且回來了。
Math需要一個新的立足者，而Gwydion提供他的姐妹─Arianrhod，但是當Math用魔法試驗她的貞操時，她生了兩個小孩，其中一個─Dylan，立刻被帶到了大海去。另一個小還被Gwydion扶養，但是Arianrhod告訴他這個小孩將不會有名字和arms除非她將這兩樣東西給這小孩，她並且拒絕了這樣做，但是Gwydion戲弄她使她命名這小孩為Llew Llaw Gyffes並且给他arms。她告訴他這小孩將不會有任何生活在地球的種族的老婆，因此Gwydion和Math給了他一個花做的老婆，那老婆名叫Blodeuwedd。但是Blodeuwedd和一個叫Gronw Pebyr的獵人陷入熱戀，並且他們計劃殺掉Llew。Blodeuwedd戲弄Llew使Llew露出那個可以讓他被殺掉的中間部位，但是當Gronw試圖從事這個行動時，Llew逃了並且變成了一隻老鷹
Gwydion找到了Llew並且將他變回人類然後將Blodeuwedd變成貓頭鷹。Gronw提議補償Llew，但是Llew監持歸還那個攻擊他的碗。他用他的矛殺了Gronw，Llew丟那個矛相當地用力因此那隻矛穿越了Gronw所躲的那個石頭

### 當地的傳說
五篇威爾斯的傳說和傳奇一起被包含於Guest小姐的編輯
- Macsen Wledig之夢
- Lludd和Llefelys
- Culhwch和Olwen
- Rhonabwy之夢
- Taliesin

Culhwch and Olwen和The Dream of Rhonabwy這兩篇故事引起了學者的興趣，因為它們保存了King Arthur(亞瑟王)一些較古老的傳說，The Dream of Macsen Wledig是一個關於羅馬皇帝Magnus Maximus的傳奇化故事，Taliesin是一個較晚近的片段，擁有更多近代翻譯的疏忽，它不包含於the Red or White Books。

### 傳奇
三個故事都是威爾斯版本的亞瑟王傳奇，這些傳奇亦出現於Chrétien de Troyes的作品中。雖然十九世紀的評論家相信這些作品奠基於Chretien的一首詩，但是越來越多近世的評論家已經傾向於相信這兩部作品是各自奠基於一個共同的祖先之上
- Fountain的淑女
- Efrawg的兒子Peredur
- Erbin的兒子Gereint